# Турако червоночубий
Турако червоночубий (Musophaga rossae) — вид птахів родини туракових (Musophagidae).

## Поширення
Вид поширений в південно-центральній Африці від Камеруну та Судану на півночі до Ботсвани на півдні. Мешкає у саванах.

## Опис
Великий птах, тіло разом з хвостом сягає до 51—54 см завдовжки. Вага 390—440 г. Оперення темно-фіолетове, лише на голові є червоний чубчик і такого ж кольору махові пера на крилах. Дзьоб короткий, але масивний, на лобі плавно переходить у рогову пластину. У самців дзьоб яскраво-жовтого кольору, у самиць — зеленувато-жовтого. Рогова платина на лобі червонувато-помаранчева. Крила їх круглі й короткі, призначені для короткочасного швидкого польоту, але не для довгих мандрівок.

## Спосіб життя
Трапляється невеликими групами до 30 птахів. Проводить більшу частину свого часу серед гілок дерев, хоча може регулярно спускатися на землю, щоб попити. Живиться плодами, квітами, насінням. Сезон розмноження збігається з сезоном дощів. Гніздо будує серед гілок високого дерева. У кладці 2—3 яйця. Інкубація триває 25 днів. Насиджують обидва батьки. Доглядають за пташенятами впродовж 4 — 7 тижнів.